# Talan om konstitutiv dom
Talan om konstitutiv dom, är en talan som åsyftar en förändring av en rättsligt tillstånd till exempel upplösning av ett äktenskap genom dom på äktenskapsskillnad eller förklaring att mannen i ett äktenskap inte är far till ett inom äktenskapet fött barn (Negativ faderskapstalan).
Beroende på innehållet betecknar man talan antingen som fullgörelsetalan, fastställelsetalan eller talan om konstitutiv dom.

## Fotnoter
1. ↑  https://lagen.nu/1987:230#K5
2. ↑  https://lagen.nu/1949:381#K1P2